# Izrael Szumacher
Izrael Szumacher (jid. ישראל שומאַכער; ur. 1908 w Łodzi, zm. 21 maja 1961 w Tel Awiwie) – polski komik żydowskiego pochodzenia, którego główny okres działalności artystycznej przypadał na  dwudziestolecie międzywojenne. Tworzył duet komediowy z Szymonem Dżiganem.

## Życiorys
Urodził się w zamożnej rodzinie mieszczańskiej. Już w latach młodości rozpoczął działalność aktorską. Występował w kole dramatycznym Towarzystwa Szkół Średnich w Łodzi. Po ukończeniu szkoły w 1927 poznał Mojżesza Brodersona, znanego aktora-awangardystę, który wraz z żoną Miriam prowadził teatr „Ararat”.
Największą sławę przyniosły mu występy u boku Szymona Dżigana. Wspólnie tworzyli duet, w którym Szumacher grał przemądrzałego człowieka, mającego na wszystko rady, Dżigan zaś – prostego, bezrefleksyjnego chłopa. Wspólnie wystąpili również na dużym ekranie (Ał che(j)t – jid., Za grzechy, 1936; Frejliche kabconim – jid., Weseli biedacy, 1937; On a hejm – jid., Bezdomni, 1939). Szumacher działał krótko w Teatrze Popularnym w Warszawie, gdzie reżyserował sztukę Bar Kochba napisaną przez A. Goldfadena.
Krótko po wybuchu II wojny światowej udał się wraz z Szymonem Dżiganem do Białegostoku. Stąd w wyniku agresji III Rzeszy na ZSRR musieli udać się dalej na wschód. Występowali w dalszym ciągu w duecie w żydowskich teatrach w Charkowie, Kijowie, Mińsku i Moskwie. Było to szczególnie ważne dla żydowskiej ludności spragnionej kontaktu z jidyszowym światem artystycznym, który był niszczony przez politykę nazistowskich Niemiec. Następnie wraz z Dżiganem udał się do Taszkentu, gdzie występowali dla Armii Czerwonej oraz na bankietach agentów NKWD. Ich próba przedostania się do oddziałów gen. Andersa została odebrana jako dezercja, w związku z czym Szumacher trafił do więzienia. Przetrzymywano go w Taszkencie, a później został przeniesiony do obozu pracy w Oktiabińsku, gdzie był cztery lata. Po wojnie spotkały go kolejne represje. Po zakończeniu działań zbrojnych uznano go za syjonistę, co w ZSRR równoznaczne było ze zdradą. Aresztowano go, jednak został szybko zwolniony z więzienia i w 1947 wrócił do Polski.
Pozostał w Łodzi, gdzie kontynuował swoją aktorską karierę. W tym czasie wystąpił w reżyserowanym przez Natana Grossa filmie Nasze dzieci (Unzere Kinder, 1949), który był ostatnim filmem w języku jidysz.
W okresie powojennym występował wraz z Szymonem Dżiganem w Ameryce Południowej. Nie zdobyli tam jednak dużej popularności. W trakcie tournée po Europie w 1949 Schumacher postanowił przenieść się do Izraela, skąd wyjechał do Argentyny. Przez rok prowadził wraz z Szymonem Dżiganem własny teatr. W 1952 wyjechał do Izraela, gdzie ostatecznie zamieszkał. Znany duet rozpadł się, a aktorzy zaczęli występować oddzielnie. Szymon Dżigan napisał książkę Der Kojech fun jidiszn humor (jid. Siła żydowskiego humoru, 1974), w której wspomina ich wspólną pracę. Izrael Szumacher umarł 21 maja 1961.
W swoich występach często odwoływali się do wydarzeń opisywanych w gazetach. Tematyka ich przedstawień kabaretowych obejmowała ukazanie konkretnych osób, a także m.in. zjawiska antysemityzmu w ówczesnej Polsce. Szczególnie upodobali sobie żarty z funkcjonariuszy państwowych. Do autorów ich tekstów należeli między innymi Icyk Manger i Szymon Goldstein. Do niektórych przedstawień adaptowano teksty Szolema Alejchema. Duetowi szczególną sławę przyniosła działalność na deskach teatru „Ararat”, który niewątpliwie był jednym z centrów żydowskiego aktorstwa w Łodzi.

## Filmografia
- 1936: Za grzechy jako Awrejmeł
- 1937: Weseli biedacy jako przyjaciel zegarmistrza
- 1939: Bezdomni jako Fiszel
- 1948: Nasze dzieci